# Katerina Kouvoutsaki
Katerina Kouvoutsaki (grego: Κατερίνα Κουβουτσάκη; Chania, 5 de setembro de 1997) é uma modelo grega, vencedor do concurso Star GS Hellas 2021.

## Biografia
Kouvoutsaki nasceu em 5 de setembro de 1997 e foi criado em Chania, Creta, mas depois mudou-se para o Pireu, Ática. Ela estudou estética e maquiagem na IEK AKMI Piraeus (IEK AKMI) em Pireu.
Em 2 de outubro de 2021, Kouvoutsaki venceu o concurso Star GS Hellas 2021. Ela foi indicada pelo titular da franquia nacional para competir no concurso Miss Universo 2021 em Eilat, Israel.